# 深紅喉蜂鳥
，是雨燕目蜂鸟科的一种鸟类，为红喉蜂鸟属（学名：Lamprolaima）的唯一一种。
红喉蜂鸟体重约7.8克，翼长约78毫米，嘴峰长约21.1毫米，喙宽度约2.3毫米，喙厚度约2.2毫米，跗蹠长约3.4毫米，尾长约46.8毫米。红喉蜂鸟在其分布区内为留鸟，其栖息在密集的高大树木组成的森林中，食性为草食性，主要食物来源是植物的花蜜。
红喉蜂鸟分布于墨西哥南部至危地马拉、萨尔瓦多和洪都拉斯的。该物种是单型物种，没有亚种分化。